# Fotografering

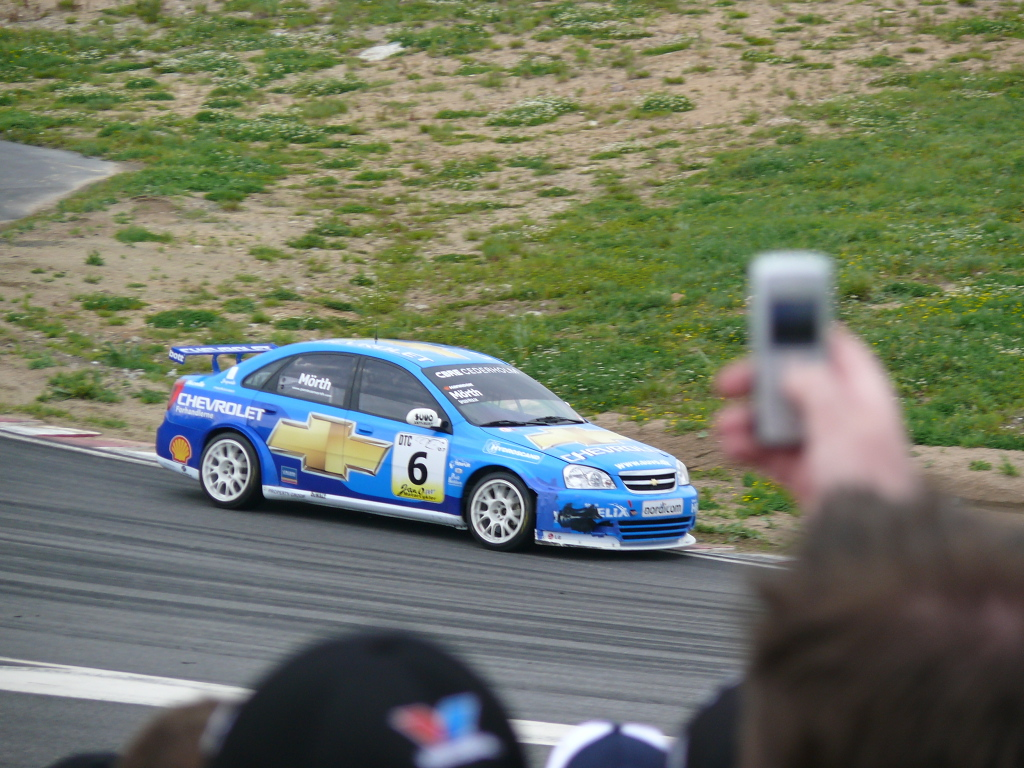
En man fotograferar med en mobilkamera.

Fotografering är processen att få fram ett fotografi från ett motiv.
Kameran, med antingen fotografisk film eller ett digitalt bildminne, är de vanligaste sätten att ta bilder, men det finns flera andra typer. Fotokopiering ger permanenta bilder men använder överföring av statisk elektricitet snarare än fotografisk film, därav termen fotostatkopiering. Objekt kan också avbildas med rayografer, såsom till exempel Man Ray och andra gjort, där objektets skuggor fastnar på fotografiskt papper utan någon kamera. En annan metod är att placera det som ska avbildas direkt på en skanner för att producera digitala bilder direkt.

## Kameran
Vilken typ av kamera man väljer påverkar de fotografier man kan ta. Skillnaderna beror bland annat på vilken utrustning som finns tillgänglig, hur processen ser ut efter kortet är taget och vilka möjligheter till efterbehandling som finns.
- Daguerrotyp
- filmbaserad kamera
- instamatic
- kompaktkamera
- systemkamera
- digitalkamera
- filmkamera
- mobilkamera

### Kamerans reglage
Den totala mängden ljus som når filmen eller bildlagringsenheten ("exponeringen") styrs direkt av hur länge bilden exponeras, hur stor öppning kamerans objektiv har och objektivets skärpedjup (vilket ändras när objektivet zoomas). De flesta kameror har flera olika reglage för att ändra dessa inställningar, även om många kameror som är riktade till vanliga konsumenter har automatiska inställningar som kräver mycket litet förkunskaper om hur bilden blir till för att exponeringen ska bli rätt.
Några av de reglage som vanliga kameror är utrustade med är:
- Fokus - väljs i sökaren.

Olika bländartal

- Bländare – kontrollerar mängden ljus som kommer in genom objektivet. Bländaren påverkar också fokus och skärpedjup - ju mindre bländaröppning, desto mindre ljus, men desto större skärpedjup, anges med f-tal, som jämför brännvidden med bländarens diameter. Om f-talet divideras med roten ur 2, ökar bländardiametern med samma faktor och dess area ökar med en faktor av 2. På ett vanligt objektiv hittar man ofta "stoppen" 2.8, 4, 5.6, 8, 11, 16, 22, 32, där varje hack upp halverar mängden ljus som når filmen.
- slutartid – styr hur länge bildlagringsenheten utsätts för ljus för varje exponering, anges antingen som delar av en sekund eller som en vinkel (med mekaniska slutare). Kortare slutartid resulterar i mindre ljus och mindre risk att bilden blir suddig när kameran eller objektet framför kameran rör sig.
- Vitbalans – i digitalkameror går det att på digital väg kompensera för olika färgtemperaturer som hänger ihop med olika ljusnivåer, så att vitt ljus sparas som just vitt ljus på chippet och att färgerna i bilden därför verkar naturliga. I mekaniska, filmbaserade kameror motsvaras denna funktion av val av film. Det går även att använda vitbalansen på ett konstnärligt sätt genom att göra en bild "varmare" genom att göra blåa saker mer vita.
- Ljusmätare – används för att se till att skuggor och högdagrar (ljusa partier) exponeras så som fotografen vill.
- Blixt - för att se till att filmen/datalagringschippet får tillräckligt med ljus för att exponeras rätt.
- ISO-grader – angivelse av hur mycket filmen eller bildlagringschippet "tar emot" av ljuset så att fotografen kan se till att bilden varken blir för mörk eller för ljus.
- Autofokus – på vissa kameror kan man välja punkt inom bilden där kamerans autofokussystem ska försöka att fokusera. Många spegelreflexkameror använder flera autofokuspunkter i sökaren.

Det finns många andra element och verktyg som har stor effekt på kvaliteten och det konstnärliga värdet på ett enskilt foto, bland andra:
- Brännvidd och typ av objektiv (teleobjektiv, makroobjektiv, vidvinkelobjektiv eller zoomobjektiv)
- Filter som placeras mellan subjektet och bildlagringsenheten
- Filmens eller bildlagringschippets upplösning, som mäts antingen i pixlar eller täthet hos emulsionen.

Kamerans kontroller är sammanknutna. Till exempel beror mängden ljus ("exponeringen") på exponeringstid, bländare, och brännvidd (som ändras när objektivet zoomas). På det sättet kan samma exponering fås på flera olika sätt: f/8 i en 1/125-del av en sekund och f/4 i 1/500-del av en sekund ger samma mängd ljus. Men den valda kombinationen kan ge olika andra effekter såsom suddighet och skärpedjup. Många kameror justerar och kompenserar för ändringar i de flesta av de här kontrollerna automatiskt.
Exponeringstriangeln är inom fotografi ett begrepp som beskriver sambanden mellan slutartid, ljuskänslighet och bländare.
Varje exponering, oavsett analog eller digital, består av tre gemensamma komponenter: bländare, slutartid och ISO (ljuskänslighet eller filmhastighet). Dessa tre komponenter verkar gemensamt för att skapa en exponering oavsett om denna är rätt eller inte. En korrekt exponering består därför av inte mindre än sex olika kombinationer av bländare och slutartider. Om exempelvis slutartiden är 1/500 sek måste denna tid kompenseras med en stor bländare på f/2,8 för att få en korrekt exponering, detta kallas på fotospråk för att "öppna gluggen" eftersom bländaren finns inne i "gluggen" på systemkameror. Varje gång bländaren ökas med 1 steg måste detta kompenseras med att slutartiden minskas lika många steg. Tar man för vana att komma ihåg detta får man således 6 olika kombinationer som alla ger en korrekt exponering. Exponering är helt enkelt lek med bråktal eftersom 1/500 är ett bråktal som anger bråkdelen av 1 sekund medan bländarens storlek anges med stora siffror(f1,4, f2, f2,8, f4 osv) respektive små siffror (f13, f16, f22, f32). Varje bländartal kallas för "f-stop" t.ex. 2, 2,8, 4 osv där de föregående talen beskriver stora bländare, f/2 kallas således "full glugg" och är den enda 100% cirkulära öppningen. F:et före bländarsiffran står för focallenght som i själva verket egentligen är en fraktion av bländaröppningens diameter och slashtecknet (/) är ett delamed-tecken medan den efterföljande siffran är bländartalet. Således är f/1,4 en matematisk formel för att räkna ut bländaröppningens diameter. Objektivets brännvidd dividerat med bländartalet ger diametern på bländaröppningen. Men denna formel behöver man inte känna till.
Den tredje och sista komponenten i exponeringstriangeln är kamerans ljuskänslighet som bestäms med olika ISO-tal (100, 200, 400 osv) och som är en direkt påverkan av kombinationerna av bländare och slutartider man kan använda. ISO-talet anger kamerans ljuskänslighet eller registreringshastighet och således blir en kamera med ISO 400, fyra gånger mer känslig för ljus och bilden registreras därför 4 gånger snabbare än en kamera med ISO 100. Man kan också använda snabbare tider vid mindre bländare (höga bländartal). Men risken för digitalt brus, blekare färger och sämre skärpa ökar med högre ISO-tal. Av denna anledning bör man därför ha kameran inställd på det lägsta ISO-talet så mycket som möjligt och istället montera kameran på stativ om man har något tillhands och bara öka ISO-talet vid mycket svåra situationer. På avancerade systemkameror kan ISO-talet vara från 100 - 6 400 och t o m ännu högre, medan kompaktkameror kan ha ISO-tal från 50 - 1600.

### Skador på kamera och objektiv
Varken traditionell eller digital fotoutrustning, såsom objektiv och andra kameratillbehör, behöver smörjas. På grund av den oerhört känsliga mekaniken kan även mindre mängder vatten lätt leda till allvarliga skador som kan vara svåra att åtgärda till rimliga kostnader. (se Undervattensfotografering). Läckande batterier är ett annat problem där vissa batterifabrikat är ökända. En kunnig fotohandlare har som regel översikt över dessa. Displayen är speciellt känslig för mekaniska stötar som lätt kan få glaset att spricka. Objektivglaset är också känsligt för mekanisk påverkan och kan lätt repas. Därför finns till många kameror relativt billiga filter (oftast UV-filter) som kan skydda mot detta, och för ett förhållandevis rimligt pris kan ersättas om de i stället för frontlinserna blir skadade.

## Filmbaserad fotografering

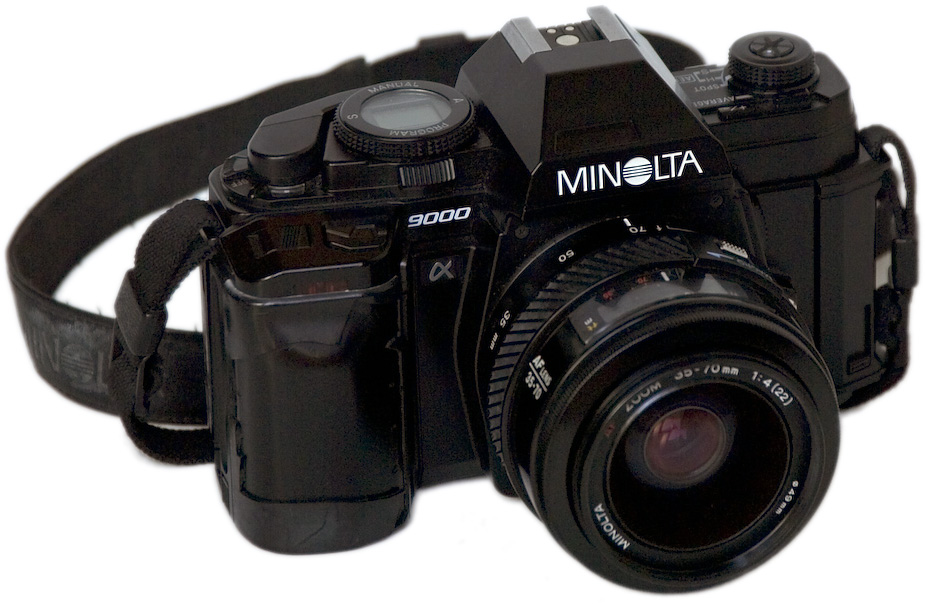
En Minolta-kamera.

Eftersom filmbaserad fotografering har funnits länge har det utvecklats en hel del olika modeller. Några av de vanligaste typerna av filmbaserad kamera är mätsökarkamera (även kompaktkamera) och spegelreflexkamera.
Kameror som har många olika objektiv och flera reglage där man själv kan ställa in till exempel slutartid kallas systemkameror.
När man tar kort med film krävs det ofta mer belysning än med digitalkameror. Bilder blir bäst antingen i dagsljus eller med blixt.
Den professionella analoga tekniken har dominerats av kameraproducenter såsom Leica och Hasselblad.
Läget är just nu[när?] sådant att analoga kameror tas in som specialbeställning i yrkesfotoaffärer.

## Digitalfotografering

Digitalkamerasensorns färgpixlar ligger i bayermönster som har dubbelt så många gröna pixlar.

På senare år har digital fotografi blivit det vanligast förekommande. I stället för traditionell analog film, som bygger på kemisk teknik, används en så kallad sensor (bildchip). Sensorerna finns idag i flera olika typer: CCD- (Charge-Coupled Device), CMOS- (Complementary Metal-Oxide Semiconductor), Foveon- och APS-sensorer (Active Pixel Sensors) som är elektroniska motsvarigheter till film.  Även dessa ersätter traditionell fotofilm med digitala sensorer av högsta kvalitet.
När det gäller kompaktkameror har producenter som HP, Samsung, Sony, Sanyo, Casio och Panasonic alltmer anpassat sig och efterhand varit med att driva utvecklingen framåt. Det är också intressant att kameramärken som sedan länge varit borta från marknaden har återkommit, såsom till exempel Voigtländer.

### Principen för den moderna digitalkameran
Digitalkamera är egentligen en vanlig kamera med bildsensor istället för film. Tillverkarna har anpassat formgivningen så att synliga skillnader mellan analoga och digitala kameror är obetydliga.
De vanliga typerna mätsökarkamera (kallas också kompaktkamera) respektive spegelreflexkamera är representerade. En kamera som är ett mellanting mellan systemkamera och kompaktkamera är semikompaktkameran (kallas även hybridkamera), en kamera som har ett zoomobjektiv med större omfång än en kompaktkamera och större möjlighet till egna inställningar av till exempel bländare, tid och ISO-värde. Dessutom kan vissa tillbehör anslutas.
Även storformatskameran respektive mellanformatskameran är sig tämligen lika.

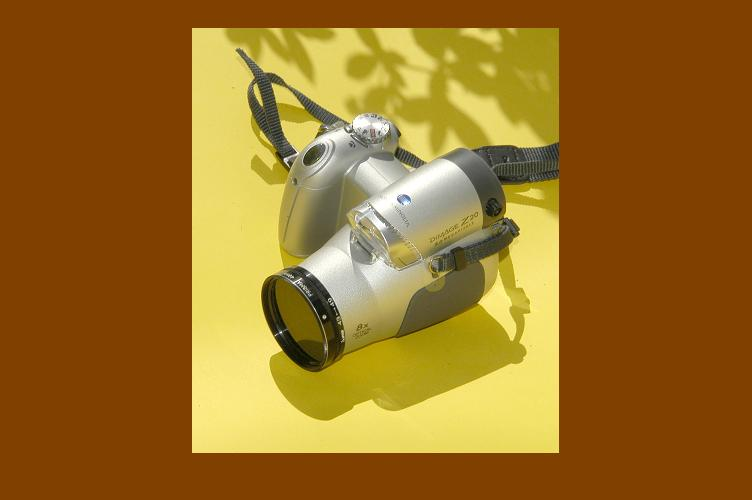
En Semikompaktkamera, typ digital, med kraftfullt zoom och möjlighet att ansluta filter, här med polarisationsfilter.

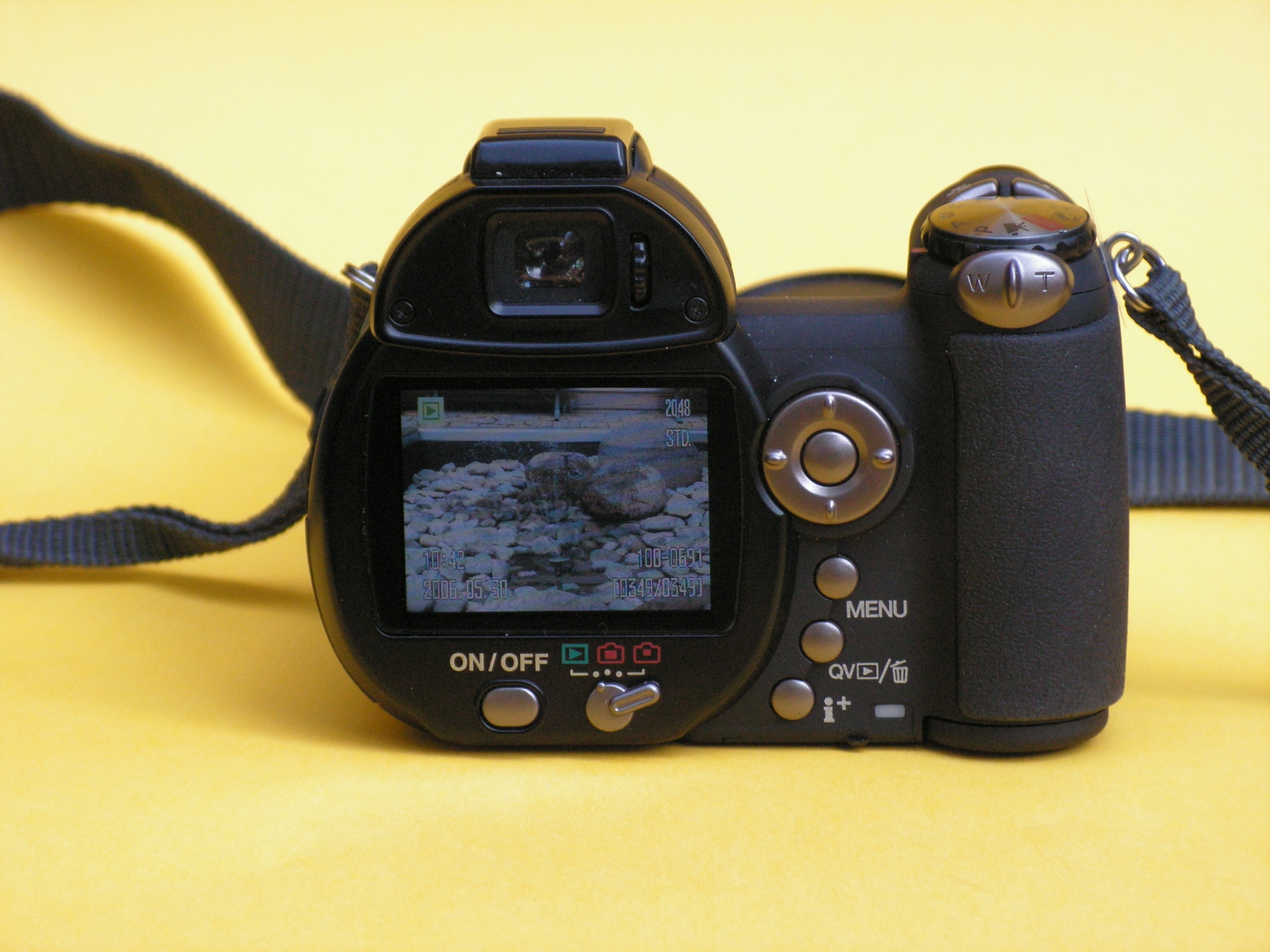
En Semikompaktkamera, typ digital, sedd från baksidan. Här med möjlighet att ansluta blixt.

Kamerorna har också centralslutare eller ridåslutare vilket sensorn ibland behöver, men digitalkompaktkamerorna har också digital slutarfunktion utan rörliga delar.
Sensorn sitter placerad där filmen tidigare fanns. Detta utnyttjas i äldre storformats- och mellanformatskamerors digitalbakstycke. Ibland förses dessa kompaktkameror med en mikrofon för inspelning av miljöljud. Digitala videokameror kan också ta stillbilder liksom flera mobiltelefoner.
Sensorn arbetar efter additiv färgblandnings metoden med rött, grönt och blått. Sensorn består av ett antal celler och ovanför var cell sitter ett färgfilter i respektive grundfärg. Mönstret innehåller dubbelt så många gröna som röda och blå pixlar. Mönstermosaiken i den ljuskänsliga sensorn kallas Bayermönster. Detta beror på att ögat har sin högsta känslighet i grönt område. Ögats upplösning i svartvitt är högre än i färg vilket den traditionella färgtelevisionen framgångsrikt utnyttjar. Därav behöver vi inte se rätt färg i fina detaljer i ett foto. Bilddataprogrammet kalkylerar trots detta fram rätt färg i enskilda pixlar.
En annan bättre metod är att använda tre bildsensorer där bilden projiceras. Bilden delas upp i tre identiska bilder med hjälp av halvgenomskinliga speglar och ett prisma samt ett färgfilter i rött grönt eller blått framför var bildprojektion inuti kameran. Ljuset laddar upp sensorns celler enligt principen för den fotoelektriska effekten. Varje cells elektriska laddning avläses och tillordnas ett specifikt digitalt nummer genom behandling i en mikroprocessor och lagras som en digital bild där information från sensorns alla celler representerar ljusstyrka och färginnehåll.
En nackdel med digitala kompaktkameror är att det kan ta en liten stund från avtryck tills kameran har exponerat bilden färdigt. En fördel med en klassisk manuell kamera är att den kan exponera en bild utan behov av batteri, vilket är en omöjlighet med en digitalkamera. En ny finess är antiskakautomatiken som i viss mån hjälper till att ta skarpa bilder på långa tider utan stöd såsom stativ. Denna automatik förlänger de lägsta tiderna ca 3 ggr ett normaloptik kan hållas på fri hand ca 1/4-dels sekund. Kompensationen sker genom i sidled rörlig lins i objektivet eller en rörlig sensor i kameran, som genom olika anordningar motriktar handskakningen. Vanligen används två gyroskop som via servon styr en del av linsen. Det bästa är ändå att använda stativ; redan ett enbensstativ kan göra underverk.
Ett annat problem är ansamling av damm på bildsensorn i kameror med utbytbar optik. Snabba byten av objektiv rekommenderas. Industrin försöker lösa detta problem på olika sätt, en ny metod är att sensorn sätts i vibration när kameran startas eller stängs. En erfaren yrkesfotograf brukar blåsa rent baksidan på objektiven en gång i veckan. Det minskar risken för damm på sensorn.
En underexponerad film är grovkornig, detta motsvaras av fotosensorns brusnivå som blir synlig såsom snö när inte tillräckligt med ljus faller in i kameran . Bruset är en oregelbunden elektronrörelse som alltid finns, men är mycket svag. Även här finns metoder att reducera bruset i efterhand.

## Fotografering med film kontra digitalfotografering
Fördelarna är många med digital fotografering. Till exempel är det möjligt att omedelbart radera en misslyckad bild och att kunna ta seriebilder utan motoriserad framdrift av film. Dock återstår ännu en del att göra i lagringshastighet mellan bildtagningarna. Bilder med hög upplösning kräver dyra snabbminnen för rimlig lagringstid.
Bilder kan direkt skickas digitalt till till exempel en tidningsredaktion, medan en konventionell filmrulle måste sändas per post eller förvaras tills den kan transporteras till sin destination på annat sätt. Film är en färskvara som måste förvaras i kylskåp om den skall bevara sina egenskaper över längre tid. Den digitala bilden lagras däremot direkt efter att den är exponerad i ett minne som inte är känsligt på samma sätt. Skillnad mellan original och kopia försvinner i viss mån när ett icke bildförstörande komprimeringsprogram används.
Bilden behöver bara passera ett objektiv en gång utan att bearbetas av en förstoringsapparat. Vid dagens flygplatser är en digitalkamera okänslig för röntgenstrålning, till skillnad mot film. Bildmaterialets vikt är lika med noll men avspeglas praktiskt i lagringsmediets transportkostnad.
I en digitalkamera av mätsökartyp visar sökaren en enklare inskannad bild fram till att man trycker på slutarknappen. Först då startar den riktiga skanningen med hög upplösning. Här står tillverkaren i valet mellan att en viss fördröjning kommer mellan avtryck och bild -här kan ett snabbt motiv försvinna – alternativt att starta skanning av bilden i flera segment samtidigt – här kan ett motiv som rör sig tvärs med sektionerna bli klippt i skarvarna.
Sådana bekymmer har inte en traditionell analog kamera; endast motsvarande effekt om ett snabbt objekt rör sig med eller mot ridåslutarens rörelseriktning och blir då förlängd resp. förkortad med rörelsen, men det bekymret finns å andra sidan också i digitala kameror med ridåslutare, utöver ovannämnda skanningsproblem. Endast en centralslutare eliminerar detta.
Eftersom båda systemen har sina för- och nackdelar har professionella fotografer ofta med sig båda typer kameror på viktiga uppdrag. Ganska snart kommer kanske en ny generation yrkesfotografer, som enbart är skolade i digital teknik.
Den traditionella filmen kommer förmodligen att finnas kvar inom överskådlig framtid även om kvaliteten på digitala produkter ökar och helt dominerar marknaden. En nygammal produkt som ser ut att hålla stånd är Engångskameran som innehåller konventionell analog film. De bästa färgfilmerna för småbild har en upplösning på 125 linjer per millimeter, har ansetts motsvara 13,5 megapixel, men en pixel är fyrkantig och uppvisar därför sämre upplösning diagonalt. Ett riktigare tal är därför 20 megapixel för att uppnå en kvalitet motsvarande de finkornigaste färgfilmerna. De mest finkorniga svartvita filmerna för småbild har en upplösning på 400 linjer per millimeter, vilket motsvarar 13 824 megapixel. Därmed kan man anta att svartvit film har en ointaglig position. Men upplösning är en kombination av objektiv och film/sensor och ett objektiv löser sällan upp mer än 80 linjer per mm. Det är även viktigt att sensorn har samma mått såsom 135 filmruta, ty lagen om formatet spelar också in, ju större bildyta desto bättre bildkvalitet. Det vanligaste digitalformatet är med 1,5 ggr förlängningsfaktor för småbildsobjektiv. Detta sensorformat för tankarna till det så kallade halvformatet som gav 72 bilder på en 36 bilders 135 småbildsrulle.

## Framkallning och överföring till papper
Själva fotograferingen är bara en del av processen att skapa en bild. Oavsett vilken typ av kamera som används, måste några ytterligare steg gås igenom för att den tagna bilden ska bli ett fotografiskt verk. Dessa steg är framkallning och överföring till papper.
Under överföringen till papper kan man göra flera olika bearbetningar. Många liknar dem som används vid fotograferingen, medan andra enbart existerar i överföringsprocessen. En del går även att använda när man använder digitalkamera, där de ibland kan ge annorlunda effekter: till exempel skiljer sig efterbelysning och skuggning mellan digital och filmframkallning. Andra metoder man kan modifiera bilden med under framkallningsfasen inkluderar:
- vilka kemikalier och vilken process man använder i mörkrummet
- exponeringslängd - motsvarar slutartid
- öppning på framkallningsbländare - motsvarar kamerans bländare, men påverkar inte skärpedjupet
- kontrast
- papperskvalitet - glansigt, blankt, etc

## Bildbehandling
Datoriserad bildbehandling ersätter mörkrumsarbete. Programmen har många filtersystem inbyggda, även om alla filter inte kan ersättas. En fotograf har fortfarande nytta av en hel del filter framför objektivet, såsom polarisationsfilter, hel och halv försättslins, olika färgfilter etc. Polarisationsfilter kan exempelvis till stor del återskapas i de nyare versionerna av Adobe Photoshop, men anses av många inte ge lika goda resultat på bilder av glas och liknande reflekterande ytor.
Adobe Photoshop är för närvarande det marknadsledande dataprogrammet för bildbehandling och är standardgivande. Andra kända program är Corel Photo-Paint, Paint Shop Pro Photo och GIMP.
Vid köp av digitalkamera får man som regel med ett program av enklare typ för överföring av bilderna till datorn. Dessa tillbehörsprogram har oftast även grundläggande möjligheter för korrigeringar av kontrast, färgmättnad och skärpa, och kan även sortera och visa bilderna på dataskärmen efter användarens önskan.

## Arkivering
Det finns vissa risker med förvaring av bilder. De är exempelvis stöld och skador på grund av fukt, vatten och brand.

### Fotografiskt material baserade på kemiska processer
Glasplåtar, negativ och papperskopior åldras fortare om de inte förvaras på lämpligt sätt eller om det är fel kvalitet på materialet.

### Digital fotografering
När det gäller digital förvaring kan till exempel underlåtenhet att säkerhetskopiera bilderna innebära att datorbyte eller en hårddiskkrasch medför förlust av bildinformation. Magnetiska lagringsmedia, speciellt tidigare vanliga så kallade floppydisketter, är mycket känsliga för magnetiska fält (till exempel från högtalare) som kan förstöra innehållet om de placeras för nära varandra. Ett kanske kommande sätt att lagra bilder är på så kallade SSD-diskar. De har inga rörliga delar och påminner mycket om ett minneskort eller flashminne. Det gör att de är ett betydligt säkrare lagringsmedia.
En ytterligare risk är att standarder för digitala media föråldras, och att nutida cd-rom eller dvd med lagrade bilder kanske inte kan spelas i framtida mediaspelare. Till exempel är mediaspelare för avspelning av magnetiska disketter inte längre standard på moderna datorer. Därför rekommenderas att göra papperskopior även av digitala bilder. Men det finns naturligtvis risker även för papperskopior. De bör förvaras mörkt, svalt och torrt. Ljus bleker färger, men även vissa plaster och lim kan innehålla ämnen som förstör bilderna. Se vidare: Arkivbeständighet

## Forskning och utveckling
Även om den digitala utvecklingen dominerar forskningen pågår fortfarande avancerad forskning inom traditionell fotokemi.